# Trilacuna aoxian
Espèce
Trilacuna aoxian est une espèce d'araignées aranéomorphes de la famille des Oonopidae.

## Distribution
Cette espèce est endémique du Yunnan en Chine,. Elle se rencontre dans le xian de Mengla.

## Description
Le mâle holotype mesure 1,62 mm et la femelle paratype 1,81 mm.

## Systématique et taxinomie
Cette espèce a été décrite par Tong et Li en 2024.

## Publication originale
(juillet 2024).
- Tong, Shao, Bian & Li, 2024 : « Two new oonopid spiders (Arachnida, Araneae) from Xishuangbanna tropical rainforest, Yunnan, China. » ZooKeys, vol. 1205, p. 333-348 (texte intégral).